# Paul Ifill
Paul Ifill (* 20. Oktober 1979 in Brighton) ist ein barbadischer Fußballspieler.

## Vereinskarriere
Als Ifill 1995 in der Jugendabteilung des FC Watford ausgemustert worden war, kehrte er nach Brighton zurück und spielte bei Saltdean United, einem Amateurklub, bei dem auch sein Vater aktiv war.
1998 wurde er vom FC Millwall verpflichtet. Kurz nach Vertragsunterzeichnung verletzte er sich und Trainer Billy Bonds setzte ihm eine kurze Frist, um sich nach der Erholung zu beweisen. Dies gelang Ifill, indem er beim nächsten Spiel vier Tore erzielte.
Kurz darauf bewirkte eine Rückenverletzung, dass er nicht schnell laufen konnte. Mehrere Spezialisten konnten die Ursache nicht erkennen und so drohte das Karriereende. Nach drei Monaten entdeckte dann doch ein Arzt, dass ein Knochen auf einen Nerv drückte und am Tag nach der Behandlung war Ifill wieder einsatzbereit.
Im Sommer 2005 wechselte er nach über 250 Spielen für Milwall für 800.000 £ zu Sheffield United. 2006 gelang ihm mit dem Verein der Aufstieg in die Premier League.
In der Winterpause der Saison 2006/07 wechselte Ifill zu Crystal Palace. Im Juli 2009 schloss er sich dem neuseeländischen Verein Wellington Phoenix an.

## Internationale Karriere
Ifill debütierte 2004 in der Qualifikation zur Weltmeisterschaft 2006 für Barbados im Spiel gegen St. Kitts und Nevis.